# مونگر (شهر)
مونگر (به لاتین: Mongar) یک شهر در بوتان (کشور) است که در Mongar District واقع شده‌است.
 مونگر  ۳٬۵۰۲ نفر جمعیت دارد و ۱٬۶۰۰ متر بالاتر از سطح دریا واقع شده‌است.